# (84522) 2002 TC302
(84522) 2002 TC302, também escrito como (84522) 2002 TC302, é um corpo menor que está localizado no disco disperso, uma região do Sistema Solar. Ele está em uma ressonância orbital de 2:5 com o planeta Netuno. O mesmo possui uma magnitude absoluta de 3,8 e tem um diâmetro com cerca de 584,1+105,6
−88,0 km. Apesar de não ser considerado um planeta, é um candidato para aumentar a lista oficial de planetas anões.

## Descoberta
(84522) 2002 TC302 foi descoberto no dia 9 de outubro de 2002 pelo programa NEAT no Observatório Palomar.

## Órbita
A órbita de (84522) 2002 TC302 tem uma excentricidade de 0,296 e possui um semieixo maior de 55,364 UA. O seu periélio leva o mesmo a uma distância de 38,991 UA em relação ao Sol e seu afélio a 71,736 UA.